# Alidosio Alidosi
Alidosio Alidosi fou prefecte i capità del poble a Imola amb el títol de Defensor Pupuli Civitatis Imole (1278-1288), i capità del poble de Forli el 1291. Va ser proclamat senyor sobirà d'Imola el 29 de novembre de 1290 i va exercir fins al 1293 i ho fou altra vegada el 1302. Va tenir associat a son germà Mainardo Alidosi. Encara era viu el 31 d'agost de 1311. Fou el pare de Litto II Alidosi.